# Čevo
Čevo (cyr. Чево) – wieś w Czarnogórze, w gminie Cetynia. W 2011 roku liczyła 63 mieszkańców.